# Una catastrofe bionda
Una catastrofe bionda è il secondo album in studio del cantante italiano Marco Ferradini, pubblicato nel 1983.

## Descrizione
Tra i brani comprende quello che dà il titolo al disco, presentato al Festival di Sanremo 1983 in versione ridotta perché eccedente il limite massimo consentito dal regolamento, e classificatosi al diciottesimo posto nella manifestazione. Il relativo singolo contiene come Lato B il pezzo Lupo solitario D.J., che viene successivamente pubblicato a sua volta come disco a 45 giri.

## Tracce
1. Lupo solitario D.J. – 5:06 (Marco Ferradini, Roberto Giuliani)
2. Dimmi quanti anni hai – 4:16 (Marco Ferradini, Roberto Giuliani)
3. Cuori affollati – 4:28 (Marco Ferradini, Renzo Zenobi)
4. Wella Wella – 3:32 (Marco Ferradini, Roberto Giuliani)
5. Una catastrofe bionda – 5:06 (Mogol, Marco Ferradini, Roberto Giuliani)
6. Cartolina – 3:54 (Marco Ferradini)
7. Stelle nelle grotte – 4:34 (Marco Ferradini, Gioachino La Notte, Roberto Giuliani)
8. Bicicletta – 3:10 (Marco Ferradini, Herbert Pagani)

## Formazione
- Marco Ferradini – voce, chitarra acustica
- Paolo Donnarumma – basso
- Ellade Bandini – batteria
- Maurizio Preti – percussioni
- Francesco La Notte – chitarra
- Roberto Giuliani – tastiera, pianoforte
- Alessandro Colombini – percussioni
- Andy Surdi – batteria
- Mario Schilirò – chitarra acustica, chitarra elettrica
- Claudio Bazzari – chitarra acustica, chitarra elettrica
- Corrado Castellari – cori